# Флаг Тореза
Городской флаг Тореза — официальный символ города Торез Донецкой области. Утверждён 2 апреля 2003 года решением №4/8-156 сессии городского совета.

## Описание
Прямоугольное полотнище с соотношением сторон 2:3 состоит из трёх горизонтальных полос голубого, жёлтого и зелёного цветов (6:1:6). В центре полотнища чёрная восьмиконечная звезда с длинными и короткими лучами попеременно.